# Araea attenuata
Araea attenuata är en fjärilsart som beskrevs av George Francis Hampson 1908. Araea attenuata ingår i släktet Araea och familjen nattflyn. Inga underarter finns listade i Catalogue of Life.